# Raúl Martínez Alemán
Raúl Martínez Alemán (* 14. Mai 1971) ist ein ehemaliger kubanischer Ringer und derzeitiger Trainer. Er war 1991 und 1993 Weltmeister im griechisch-römischen Stil im Fliegengewicht.

## Werdegang
Raúl Martínez begann als Jugendlicher 1980 mit dem Ringen. Nach ersten Erfolgen im nationalen Bereich, wurde er zu einem der größten kubanischen Trainingszentren Cerro Pelado Havanna delegiert und dort von Carlos Ulacia trainiert. Er rang bei einer Größe von 1,59 Metern immer im Fliegengewicht und betätigte sich nur im griechisch-römischen Stil.
1988 belegte er bei der Junioren-Weltmeisterschaft (Juniors = Altersgruppe bis zum 18. Lebensjahr) in Wolfurt/Österreich in der Gewichtsklasse bis 50 kg Körpergewicht hinter Wardan Abgadjanajan, UdSSR u. Jan Ulbrich, DDR den 3. Platz.
1990 siegte Raúl Martínez bei den Central American & Caribbean Championships in Mexiko-Stadt und 1991 bei den Pan Amerikanischen Spielen in Havanna jeweils im Fliegengewicht. Mit 20 Jahren startete er bei der Weltmeisterschaft 1991 in Warna und beherrschte dort das Fliegengewicht klar. Auf dem Weg zum Titelgewinn besiegte er u. a. den Weltmeister im Papiergewicht von 1989 und 1990 Oleg Kutscherenko aus der UdSSR und den Olympiasieger von 1988 im Fliegengewicht Jon Rønningen aus Norwegen. Im Finale siegte er über Shawn Sheldon aus den Vereinigten Staaten klar nach Punkten.
Bei den Olympischen Spielen 1992 in Barcelona galt Raúl Martínez im Fliegengewicht als Favorit. Er war aber bei diesen Spielen in keiner guten Form und musste neben zwei Siegen Niederlagen gegen Valentin Rebegea aus Rumänien und den aus Japan stammenden Finnen Ismo Kamesaki einstecken und landete auf dem für ihn enttäuschenden 9. Platz.
Trotz seines enttäuschenden Abschneidens in Barcelona wurde Raúl Martínez 1993 wieder bei der Weltmeisterschaft in Stockholm eingesetzt. Er zeigte sich dort wieder von seiner besten Seite und wurde erneut Weltmeister im Fliegengewicht. Er besiegte dabei im Pool u. a. Alfred Ter-Mkrtchyan aus Deutschland knapp nach Punkten (3:2 techn. Punkte) und schlug im Finale Armen Nasarjan aus Armenien mit 4:2 techn. Punkten.
In den Jahren 1994 und 1995 enttäuschte er bei den Weltmeisterschaften aber wieder. 1994 in Tampere kam er nur auf den 11. Platz und 1995 in Prag gar nur auf den 17. Platz.
Nach diesem schwachen Abschneiden wurde er von Kuba bei keiner internationalen Meisterschaft mehr eingesetzt. Inzwischen hat Raúl Martínez in Kuba die Führung einer regionalen Ringerakademie übernommen und arbeitet dort zudem als Jugendtrainer im griechisch-römischen Stil.

## Internationale Erfolge
| Jahr | Platz | Wettbewerb                                                 | Gewichtsklasse | |
| ---- | ----- | ---------------------------------------------------------- | -------------- | --- |
| 1988 | 3.    | Junioren-WM (Juniors) in Wolfurt/Österreich                | bis 50 kg KG   | hinter Wardan Agbadjanjan, UdSSR u. Jan Ulbrich, DDR                                                                                                  |
| 1990 | 1.    | Central American & Caribbean Championships in Mexiko-Stadt | Fliegen        | vor Victor Hugo Capacho, Kolumbien u. Ulises Valentin, Dominikanische Republik                                                                        |
| 1991 | 1.    | Pan Amerikanische Spiele in Havanna                        | Fliegen        | vor Ramon Mena, Panama u. Shawn Sheldon, USA |
| 1991 | 1.    | WM in Warna                                                | Fliegen        | vor Shawn Sheldon, Jon Rønningen, Norwegen, Valentin Rebegea, Rumänien, Oleg Kutscherenko, UdSSR u. Bratan Zenow, Bulgarien                           |
| 1992 | 1.    | Pan Amerikanische Meisterschaften                          | Fliegen        | vor Ramon Mena u. Ulises Valentin |
| 1992 | 9.    | OS in Barcelona                                            | Fliegen        | nach Niederlage gegen Valentin Rebegea, Sieg über Olaf Brandt, Deutschland, Niederlage gegen Ismo Kamesaki, Finnland u. Sieg über Said Tango, Marokko |
| 1992 | 3.    | Welt-Cup in Besançon                                       | Fliegen        | hinter Shawn Sheldon u. Samuel Danieljan, Russland, vor Salah Belguidoum, Frankreich                                                                  |
| 1993 | 1.    | Intern. USA-Meisterschaft in Concord                       | Fliegen        | vor Radames Castellon, Kuba, Shawn Sheldon u. Salah Belguidoum                                                                                        |
| 1993 | 1.    | Pan Amerikanische Meisterschaften                          | Fliegen        | vor Juan Bernardino Cortes, Mexiko u. Ulises Valentin                                                                                                 |
| 1993 | 1.    | WM in Stockholm                                            | Fliegen        | vor Armen Nasarjan, Armenien, Alfred Ter-Mkrtchyan, Deutschland u. Natig Aiwasow, Aserbaidschan                                                       |
| 1993 | 1.    | Central American & Caribbean Championships in Ponce        | Fliegen        | vor Ulises Martínez, Puerto Rico u. Juan Bernardino Cortes                                                                                            |
| 1994 | 1.    | Pan Amerikanische Meisterschaft                            | Fliegen        | vor Robert Demeritt, USA u. Juan Bernardino Cortes |
| 1994 | 2.    | FILA-Grand-Prix-Turnier in Concord                         | Fliegen        | hinter Armen Nasarjan, vor Alfred Ter-Mkrtchyan u. Wardan Palojan, Armenien                                                                           |
| 1994 | 11.   | WM in Tampere                                              | Fliegen        | Sieger: Alfred Ter-Mkrtchyan vor Natig Aiwasow u. Andrij Kalaschnykow, Ukraine                                                                        |
| 1995 | 1.    | Pan Amerikanische Spiele in Mar del Plata                  | Fliegen        | vor Shawn Sheldon u. Joel Manuel Medina R., Venezuela                                                                                                 |
| 1995 | 17.   | WM in Prag                                                 | Fliegen        | Sieger: Samuel Danieljan, Russland vor Armen Nasarjan u. Alfred Ter-Mkrtchyan                                                                         |
| 1995 | 3.    | Welt-Cup in Schifferstadt                                  | Fliegen        | hinter Oleg Nemtschenko, Russland, vor Shawn Sheldon                                                                                                  |

Anm.: alle Wettbewerbe im griechisch-römischen Stil, OS = Olympische Spiele, WM = Weltmeisterschaft, Fliegengewicht, damals bis 52 kg Körpergewicht